# Giuseppe Oddo (chimico)
Giuseppe Oddo (Caltavuturo, 9 giugno 1865 – Palermo, 5 novembre 1954) è stato un chimico italiano.
Il suo nome è legato alla regola di Oddo-Harkins, che sostiene che gli elementi con numero atomico pari (come ad esempio il carbonio) sono molto più comuni nell'Universo di quelli con numero atomico dispari (come ad esempio l'azoto).